# Chinook Jargon

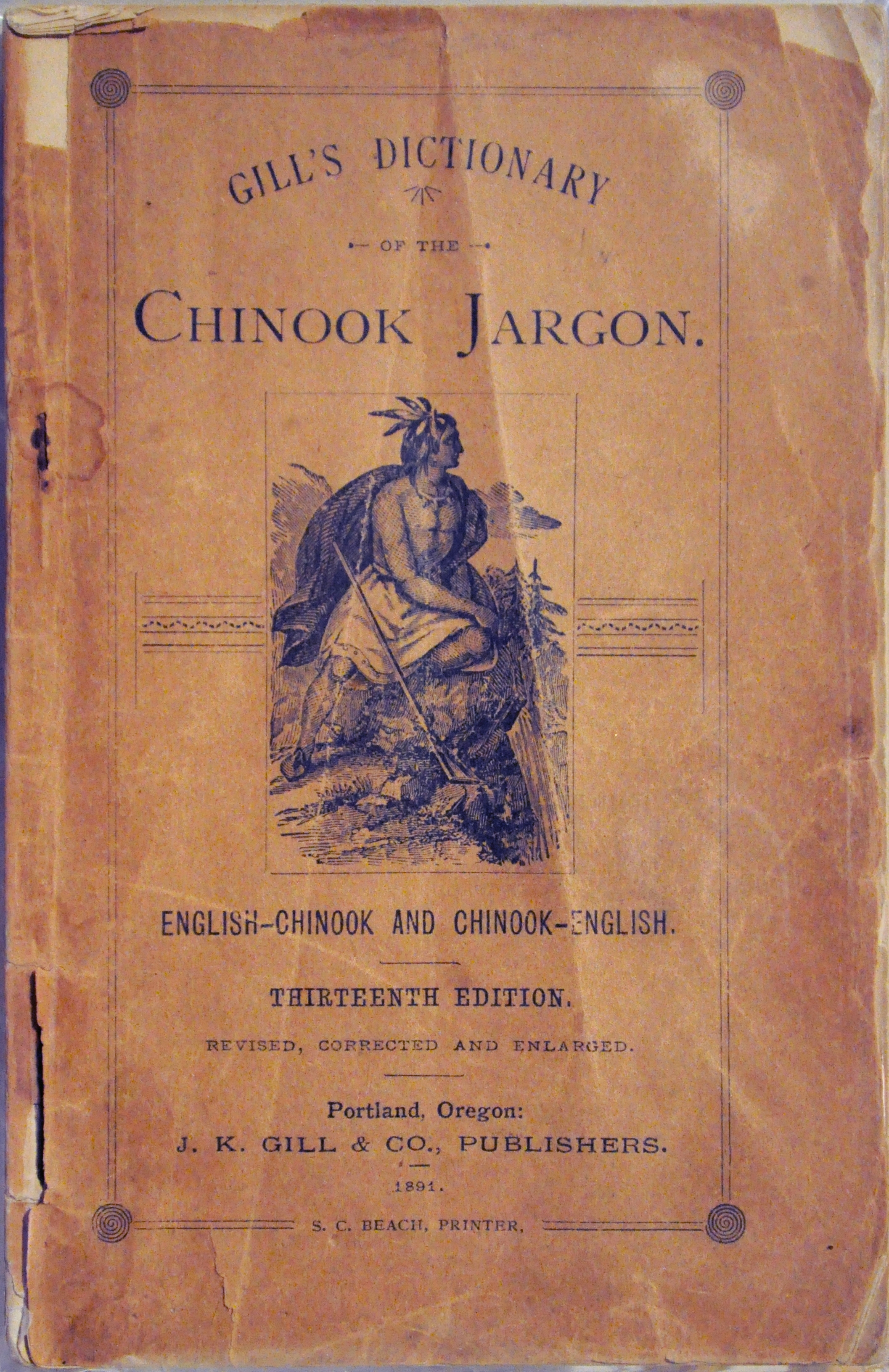
Woordenboek van Chinook Jargon

Chinook Jargon (ook bekend als chinuk wawa) ontstond als een pidginhandelstaal in het noordwesten van de Verenigde Staten en verbreidde zich in de 19e eeuw van de benedenloop van de Columbiarivier naar gebieden in het huidige Oregon en Washington en vervolgens naar Brits-Columbia en Alaska. Op haar hoogtepunt had de taal zo’n 100.000 sprekers. In tegenstelling tot wat de naam doet vermoeden is Chinook Jargon niet de taal van de Chinookindianen, hoewel het daar wel een groot deel van de woordenschat aan ontleend heeft.
Veel woorden uit het Chinook Jargon worden vandaag de dag nog algemeen gebruikt in de westelijke Verenigde Staten, Brits-Columbia en Yukon, zowel in inheemse talen als in het Engels. Chinook Jargon is vanwege haar geringe woordenschat (enkele honderden woorden) en haar eenvoudige grammatica een eenvoudig te leren taal.

## Naam
De meeste boeken gebruiken voor de taal de term Chinook Jargon, maar sommige taalkundigen, die werken aan het behoud van een gecreoliseerde vorm van de taal die in gebruik is in Grand Ronde (Oregon), gebruiken liever de term Chinuk Wawa. De sprekers zelf duidden hun taal onder andere aan als de Wawa of Lelang (een verbastering van het Franse 'la langue', de taal). Wawa betekent naast 'taal' ook 'woorden' of 'toespraak'.

## Oorsprong en ontwikkeling
Veel onderzoekers die zich met de taal bezighouden, geloven dat er een vorm van Chinook jargon zonder Europese invloeden bestond voor de komst van de Europeanen. Andere wetenschappers stellen echter dat de taal pas is ontstaan met de komt van de blanken in het gebied. De tegenwoordig meest aanvaarde theorie stelt dat voor de komst van Europeanen in de Pacific Northwest een handelstaal bestond die rond 1800 begon te transformeren in het Chinook Jargon. In de loop van haar geschiedenis hebben de betekenissen van woorden met tijd en plaats gevarieerd en zijn er verschillende regionale varianten ontstaan.
In de 19e eeuw was de taal op haar hoogtepunt. In deze eeuw werden verscheidene woordenboeken gepubliceerd om kolonisten in staat te stellen te communiceren met de daar levende indianenstammen. De eerste Europeanen die Chinook Jargon gebruikten waren handelaren, trappers, voyageurs (mensen die bont vervoerden in kano’s), woudlopers en katholieke missionarissen. In gemengde gezinnen werd Chinook Jargon vaak de moedertaal van de kinderen, en op multi-etnische werkterreinen, zoals houthakkerskampen, bleef het Jargon in gebruik tot halverwege de 20e eeuw. In het rooms-katholieke bisdom van Kamloops leerden honderden sprekers het Jargon te schrijven en te lezen met het voor de taal ontwikkelde Duployé Shorthand door middel van de door het bisdom uitgegeven publicatie Kamloops Wawa. Dit blad vormde het begin van Chinook Jargon als geschreven taal. De meeste teksten in de taal zijn overigens in het Engels geschreven. Volgens de Amerikaanse schrijver Nard Jones werd het Jargon in de stad Seattle tot aan de vooravond van de Tweede Wereldoorlog gesproken, waarmee Seattle de laatste stad is waar kennis van de taal wijdverbreid was. In 1972 beheersen echter alleen de alleroudsten de taal nog volledig.
Een gecreoliseerde vorm van Chinook Jargon wordt tegenwoordig nog steeds gesproken als moedertaal door een aantal inwoners van Grande Ronde, in Oregon. In dit indianenreservaat waren indianenstammen uit de hele regio bij elkaar gebracht en Chinook Jargon groeide er al snel uit tot de lingua franca en uiteindelijk tot de moedertaal. Deze variant van Chinook Jargon heeft zich tot een volwaardige taal ontwikkeld en verschilt dan ook van de wijdverbreide en zeer gevarieerd uitgesproken pidginvariant. Naast Grand Ronde telde ook Brits Columbia tot in de 20e eeuw een groot aantal moedertaalsprekers.

## Gebruik
Tegenwoordig zijn historici die de Pacific Northwest bestuderen goed bekend met Chinook Jargon, en velen kunnen de taal begrijpen, omdat bijna elke historische bron van voor 1900 haar wel noemt of gebruikt. Bij de rest van de bevolking is de taal echter grotendeels onbekend, hoewel veel woorden in het alledaagse taalgebruik zijn opgenomen in Oregon, Washington, Brits Columbia en Alaska. Ook veel topografische namen in die staten zijn nog uit het Jargon afkomstig. Vandaag de dag wordt het gebruik van de taal weer gepromoot, onder meer in Grand Ronde, waar stappen worden ondernomen om de jeugd weer met de taal bekend te maken.

## Uitspraak
Omdat Chinook Jargon als pidgin gesproken werd en wordt door mensen met taalkundig diverse achtergronden, bestaat er geen standaarduitspraak. Hoe een individu de taal uitsprak hing af van zijn moedertaal, zodat in het Jargon van indiaanse gebruikers complexe gutturalen te horen waren, terwijl Engelse sprekers hun typische r in de taal lieten horen. Er zijn wel enkele vage richtlijnen aan te geven wat betreft de uitspraak:
- Woorden die aan het Frans zijn ontleend dienen zo veel mogelijk Frans te worden uitgesproken, waarbij men in gedachten moet houden dat ze niet aan het Parijse of Canadese Frans zijn ontleend, maar aan dat van de Métis. De klemtoon valt vaak, en bij woorden die het Franse lidwoord bevatten altijd, op dezelfde lettergreep als in het Frans. 'Latab' (van la table=de tafel), wordt dus uitgesproken met de klemtoon op 'tab'. In woorden die het Franse lidwoord niet bevatten kan de klemtoon op andere lettergrepen vallen. Zo is de klemtoon van 'moolah' (van moulin=molen) onder Engelse invloed in het Jargon verschoven naar de eerste lettergreep.
- De meeste teksten in het Chinook Jargon zijn door sprekers met een Engelse achtergrond opgeschreven, die de woorden opschreven zoals ze die hoorden en uitspraken. Daarom kan van de meeste woorden de uitspraak worden benaderd door ze uit te spreken zoals een Engelsman dat zou doen. De Engelse orthografie is echter verre van eenvoudig, en een en dezelfde letter kan verschillende klanken aanduiden of omgekeerd. De i bijvoorbeeld woord vaak uitgesproken als I, het Engelse woord voor ik. Soms echter kan de letter de ie van 'fiets' aanduiden. De uitspraak van de i moet dus per woord geleerd worden.
- De, overigens subtiel uitgesproken, inheemse gutturalen zoals te vinden in woorden als 'tikegh' of 'weght' worden door niet-indiaanse sprekers vaak vermeden en als een h uitgesproken. Noord-Nederlandse sprekers zouden er echter niet al te veel moeite mee moeten hebben.[8]